# Muricea ramosa
Muricea ramosa is een zachte koraalsoort uit de familie Plexauridae. De koraalsoort komt uit het geslacht Muricea. Muricea ramosa werd in 1909 voor het eerst wetenschappelijk beschreven door Thomson & Simpson. 